# Bilabijalni nazal
Bilabijalni nazal suglasnik je koji postoji u gotovo svim jezicima, a u međunarodnoj fonetskoj abecedi za njega se koristi simbolom [m].
Glas postoji u standardnom hrvatskom i svim narječjima; pravopis hrvatskog jezika također se koristi simbolom m; (vidjeti slovo m).
Samo nekoliko jezika (npr. mohawk) nema ovaj glas.
Karakteristike su:
- po načinu tvorbe jest nazal
- po mjestu tvorbe jest bilabijalni suglasnik
- po zvučnosti jest zvučan.

Glas se nalazi u 94,2 % svih jezika zabilježenih u bazi podataka UPSID i prema tome je najčešće zabilježeni fonem.

## Vanjske poveznice
- UCLA Phonological Segment Inventory Database (UPSID)(eng.)